# Unione Sportiva Pro Sesto 1946-1947
Questa voce raccoglie le informazioni riguardanti  l'Unione Sportiva Pro Sesto nelle competizioni ufficiali della stagione 1946-1947.

## Stagione
Nella stagione 1946-47 la Serie B è strutturata in tre gironi con sessanta società che vi partecipano, la Pro Sesto viene inserita nel girone A. Le partite di campionato che si giocano  a Sesto San Giovanni, in questa stagione vengono disputate sul Campo Falck, a causa dei lavori di ampliamento che interessano lo Stadio Breda. La direzione tecnica viene affidata all'austriaco Popovic, già del Bologna e della Lazio, affiancato da Mantegazza proveniente dal Parabiago, come direttore sportivo in seguito viene ingaggiato Eraldo Monzeglio. Nel girone A figurano ben ventidue squadre, la Pro Sesto con 41 punti in classifica si piazza a metà classifica in undicesima posizione, il torneo è stato vinto con 60 punti dalla Pro Patria che ritorna in Serie A.

## Rosa
| N. |                   | Ruolo | Calciatore          |
| -- | ----------------- | ----- | ------------------- |
|    | Italia (bandiera) | A     | Francesco Alberti   |
|    | Italia (bandiera) | C     | Battista Andreoni   |
|    | Italia (bandiera) | C     | Luigi Beccari       |
|    | Italia (bandiera) | A     | Erlindo Bergamasco  |
|    | Italia (bandiera) | P     | Aristide Bossi      |
|    | Italia (bandiera) | C     | Piero Cereda        |
|    | Italia (bandiera) | C     | Carlo Colombo       |
|    | Italia (bandiera) | A     | Giuseppe Corti      |
|    | Italia (bandiera) | P     | Giordano Di Brazza  |
|    | Italia (bandiera) | A     | Giovanni Farina     |
|    | Italia (bandiera) | C     | Mario Ferrari       |
|    | Italia (bandiera) | A     | Costantino Galbiati |

| N. |                   | Ruolo | Calciatore           |
| -- | ----------------- | ----- | -------------------- |
|    | Italia (bandiera) | D     | Egidio Lorenzi       |
|    | Italia (bandiera) | P     | Bruno Maurizi        |
|    | Italia (bandiera) | A     | Alberto Meroni       |
|    | Italia (bandiera) | D     | Luigi Piazza         |
|    | Italia (bandiera) | A     | Enrico Pirovano (II) |
|    | Italia (bandiera) | C     | Mario Puricelli      |
|    | Italia (bandiera) | C     | Redento Racchetta    |
|    | Italia (bandiera) | D     | Giosuè Sanvito       |
|    | Italia (bandiera) | A     | Luigi Soffrido       |
|    | Italia (bandiera) | A     | Piero Togni          |
|    | Italia (bandiera) | C     | Giuseppe Trezzi      |

## Risultati

### Serie B (Girone A)

#### Girone di andata
| Arbitro: | Maglio (Torino) |

|  |           |           |
|  | Marcatori | 46’ Togni |

| Arbitro: | Gemini (Roma) |

|             |           |  |
| Rapozzi 65’ | Marcatori |  |

| Arbitro: | Parpaiola (Padova) |

|                 |           |  |
| Alberti 58’ 60’ | Marcatori |  |

| Arbitro: | Tassini (Verona) |

|                                               |           |  |
| Mozzambani 8’ 25’ Mandrini 62’ Mozzambani 75’ | Marcatori |  |

| Arbitro: | Guarda (Mestre) |

|                                         |           |  |
| Corti 17’ 21’ Bergamasco 55’ Farina 76’ | Marcatori |  |

| Arbitro: | Nerozzi (Verona) |

|                           |           |  |
| Castelli 27’ Alberico 60’ | Marcatori |  |

| Arbitro: | Boffardi (Genova) |

|            |           |                         |
| Alberti 6’ | Marcatori | 57’ Alghisi 89’ Calveri |

| Arbitro: | Avanzi (Verona) |

|                                                 |           |  |
| Benedetti 1’ Capra 18’ Trevisan 79’ Cipolla 84’ | Marcatori |  |

| Arbitro: | Piemonte (Monfalcone) |

|           |           |                               |
| Corti 11’ | Marcatori | 49’ (rig.) Scarpato 52’ Torti |

| Arbitro: | Cappucci (Roma) |

|                                                        |           |  |
| Mucchi 10’ Bianucci 37’ Faccenda 43’ Presselli 75’ 83’ | Marcatori |  |

| Arbitro: | Gambarotta (Genova) |

|                |           |              |
| Bertolucci 62’ | Marcatori | 48’ Galbiati |

| Arbitro: | Poggipollini (Ferrara) |

|  |           |           |
|  | Marcatori | 30’ Boffi |

| Arbitro: | Tibaldi (Savona) |

|                 |           |              |
| Bacciarello 22’ | Marcatori | 42’ Galbiati |

| Arbitro: | Zilli (Reggio Emilia) |

|                                     |           |              |
| Farina 15’ Galbiati 27’ Alberti 80’ | Marcatori | 83’ Radaelli |

| Arbitro: | Parpaiola (Padova) |

|             |           |                         |
| Alberti 70’ | Marcatori | 43’ Torri 85’ Mascherpa |

| Arbitro: | Massai (Pisa) |

|                              |           |            |
| Antoniotti 52’ Cavigioli 81’ | Marcatori | 85’ Farina |

| Arbitro: | Morielli (Genova) |

|             |           |              |
| Alberti 36’ | Marcatori | 2’ Aliprandi |

| Arbitro: | Zago (Belluno) |

|            |           |  |
| Farina 17’ | Marcatori |  |

| Arbitro: | Pieri (Trieste) |

|           |           |              |
| Agosti 7’ | Marcatori | 46’ Galbiati |

| Arbitro: | Venutti (Trieste) |

|                       |           |  |
| Mussino 37’ Pozzo 76’ | Marcatori |  |

| Arbitro: | Pizzato (Mestre) |

|              |           |  |
| Galbiati 43’ | Marcatori |  |

#### Girone di ritorno
| Arbitro: | Neri (Vicenza) |

|                        |           |  |
| Corti 17’ Soffrido 90’ | Marcatori |  |

| Arbitro: | Moradei (Trieste) |

|                            |           |            |
| Galbiati 11’ 61’ Corti 65’ | Marcatori | 27’ Suozzi |

| Arbitro: | Cecconi (Padova) |

|  |           |                            |
|  | Marcatori | 73’ 75’ Soffrido 78’ Corti |

| Arbitro: | Balestrino (Oneglia) |

|                        |           |            |
| Corti 64’ Galbiati 74’ | Marcatori | 64’ Opisso |

| Arbitro: | Loda (Brescia) |

|             |           |                  |
| Bianchi 85’ | Marcatori | 15’ (aut.) Zanni |

| Arbitro: | Fois (Roma) |

|                    |           |            |
| Sanvito 48’ (rig.) | Marcatori | 62’ Pombia |

| Arbitro: | Busato (Vicenza) |

|                            |           |  |
| Calveri 20’ Trapanelli 24’ | Marcatori |  |

| Arbitro: | Arietti (Siena) |

|                  |           |  |
| Cozzi 85’ (aut.) | Marcatori |  |

| Arbitro: | Milanone (Biella) |

|                                                                       |           |  |
| Costa 4’ 11’ Torti 16’ Gordini 22’ Rostagno 31’ Rabitti 46’ Costa 63’ | Marcatori |  |

| Arbitro: | Verzetti (Alessandria) |

|              |           |                            |
| Soffrido 16’ | Marcatori | 19’ Tagliasacchi 59’ Roffi |

| Arbitro: | Di Giovanni (Pescara) |

|                                                 |           |              |
| Caprili 3’ (aut.) Pirovano II 49’ Corti 70’ 89’ | Marcatori | 75’ Angelini |

| Arbitro: | Moradei (Trieste) |

|            |           |  |
| Canali 10’ | Marcatori |  |

| Arbitro: | Monti (Genova) |

|  |           |                 |
|  | Marcatori | 30’ Bacciarello |

| Arbitro: | Prandi (Roma) |

|                         |           |           |
| Montipò 22’ Capello 31’ | Marcatori | 35’ Corti |

| Arbitro: | Arietti (Siena) |

|           |           |                             |
| Torri 58’ | Marcatori | 8’ Pirovano II 26’ Galbiati |

| Sesto San Giovanni 1º giugno 1947 37ª giornata | Pro Sesto        | 0 – 0 | Pro Patria | Campo Falck\| Arbitro: \| Pasinetti (Roma) \| |
| Arbitro:                                       | Pasinetti (Roma) |       |            |                                               |

| Arbitro: | Selva (Torino) |

|          |           |  |
| Mazza 9’ | Marcatori |  |

| Arbitro: | Poggipollini (Ferrara) |

|                         |           |                                         |
| Biçaku 65’ Cattaneo 83’ | Marcatori | 9’ Galbiati 25’ Soffrido 60’ 77’ Farina |

| Arbitro: | Rossi (Arezzo) |

|            |           |  |
| Meroni 34’ | Marcatori |  |

| Arbitro: | Caporali (Perugia) |

|                                            |           |  |
| Pirovano II 24’ Puricelli 73’ Galbiati 88’ | Marcatori |  |

| Como 6 luglio 1947 42ª giornata | Gallaratese    | 0 – 0 | Pro Sesto | Stadio Giuseppe Sinigaglia\| Arbitro: \| Neri (Vicenza) \| |
| Arbitro:                        | Neri (Vicenza) |       |           |                                                            |